# Cayetana Álvarez de Toledo y Peralta-Ramos
Cayetana Álvarez de Toledo y Peralta-Ramos (Madrid, 15 oktober 1974), 14e marquesa de Casa-Fuerte, is een Spaanse journaliste, geschiedkundige en politica, en van 30 juli 2019 tot 17 augustus 2020 woordvoerster van de conservatieve partij Partido Popular in het Congres van Afgevaardigden. Daarvoor zat zij al in het congres tijdens de negende en tiende legislatuur, van 2008 tot 2015. Zij staat bekend om haar felle interventies waarvoor ze binnen haar eigen partij bekritiseerd wordt. Haar felle manier van zichzelf uiten kost haar uiteindelijk de functie van woordvoerder voor de PP in het congres. Naast de Spaanse nationaliteit, beschikt Álvarez de Toledo ook over de Franse en Argentijnse nationaliteit.
Al vanaf haar schooltijd in Argentinië is zij bevriend met koningin Maxima.
- Biblioteca Nacional de España: XX1685813
- Bibliothèque nationale de France: cb14603190j (data)
- Catàleg d'autoritats de noms i títols de Catalunya: 981058510092506706
- Gemeinsame Normdatei: 1060667770
- International Standard Name Identifier: 0000 0000 7974 4571
- Library of Congress Control Number: no2004054109
- Nationale Bibliotheek van Israël: 987012160259705171
- Nederlandse Thesaurus van Auteursnamen: 268435065
- Système universitaire de documentation: 079539092
- Virtual International Authority File: 44551432
- WorldCat: E39PBJf4fDbCx7dF74Q3vbf6rq